# Mandola

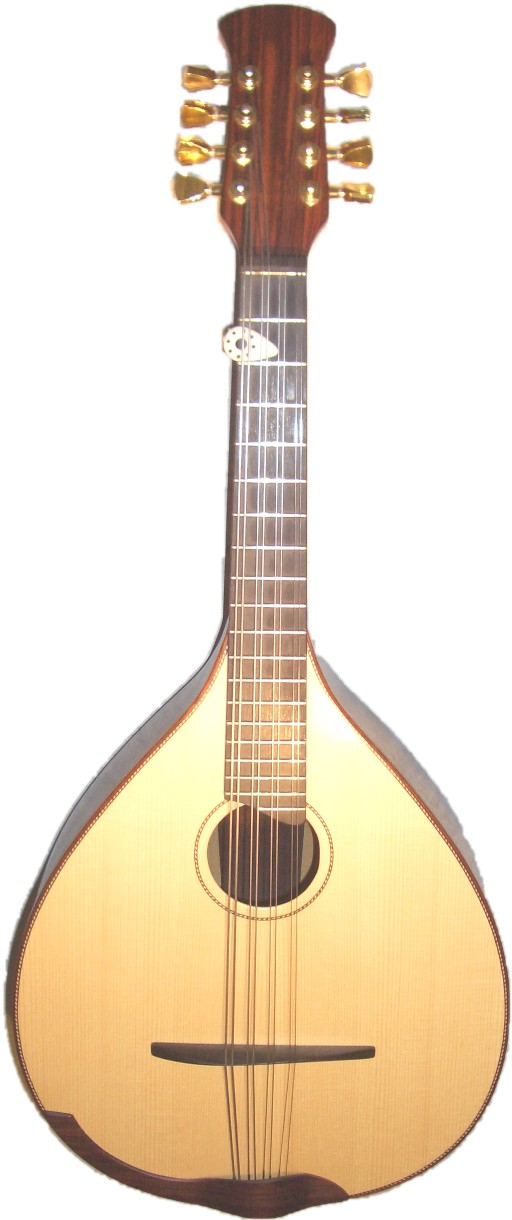
Mandola

Die Mandola (auch Tenor- oder Oktav-Mandoline) ist eine seit dem 13. Jahrhundert bekannte, vor allem vom 16. bis zum 18. Jahrhundert beliebte, zur Familie der Mandolinen gehörige Kastenhalslaute. Das Zupfinstrument hat einen birnenförmigen, etwas größeren Korpus und eine längere Mensur als die Mandoline. Die Korpusform ist von der mittelalterlichen Cister und von der ab dem 16. Jahrhundert verbreiteten Mandora abgeleitet. Diese heute übliche Bauform der Mandola mit einem flachen Boden entspricht derjenigen der portugiesischen Mandoline. Seltener werden Mandolen in neapolitanischer Bauform (Rundmandola) als Schalenhalslauten mit einem bauchigen Korpus hergestellt.
Die vier Chöre zu je zwei Saiten werden zumeist in den Quinten GG-dd-aa-e'e' gestimmt, also genau eine Oktave tiefer als die Mandoline. Im englischsprachigen Raum wird unter dem Begriff „mandola“ (USA, Kanada) oder „tenor mandola“ (Vereinigtes Königreich, Irland) dagegen die Alt-Mandoline in der Stimmung cc-gg-d'd'-a'a' verstanden, während das in deutscher Sprache als Mandola gleichgesetzte Instrument dort „octave mandolin“ bezeichnet wird.
Anders als bei der Mandoline variiert die Stimmung der Mandolen sehr stark mit der Musikrichtung. Während im Bluegrass und im „klassischen“ Zupforchester die Oktavstimmung vorherrscht, wird im keltischen Folk häufig dd-aa-e'e'-a'a' und in der skandinavischen Volksmusik AA-dd-aa-e'e' verwendet. Die beiden tiefen Saitenchöre werden dabei von manchen Spielern mit Oktavsaiten bestückt.
Die Saiten der Mandola werden in der Regel mit einem Plektrum angeschlagen und zum Teil wird dabei wie bei der Mandoline ein Tremolo an Stelle eines einfachen Abschlags verwendet. Es kann jedoch je nach musikalischem Werk insbesondere in der Neuen Musik auch vorkommen, dass Töne z. B. mit den Fingern oder einer Bürste zu erzeugen sind. Im Folk wird die Mandola sowohl zur Akkordbegleitung als auch zum Melodiespiel eingesetzt.
Die Algerische Mandole ist eine Fortentwicklung der Mandola.